# Adiantum gracile
Adiantum gracile là một loài dương xỉ trong họ Pteridaceae. Loài này được Fée mô tả khoa học đầu tiên năm 1852.